# Frank Martin (personaggio)
Frank Martin è un personaggio immaginario, protagonista della popolare saga cinematografica d'azione di Transporter creata da Luc Besson e Robert Mark Kamen. È interpretato da Jason Statham nei primi tre film (The Transporter, Transporter: Extreme, Transporter 3), da Chris Vance nella serie tv e da Ed Skrein nel reboot della saga del 2015 The Transporter Legacy. Jason Statham non interpreterà mai più il ruolo di Frank Martin.

## Biografia
Frank Martin è un ex mercenario delle forze speciali, esperto di arti marziali, molto abile nei combattimenti, nell'uso delle armi da fuoco e dei coltelli ed esperto pilota di auto. Pur essendo molto duro nella sua vita dimostra alla fine in molte occasioni di essere anche molto sensibile e generoso.
Durante la sua carriera militare, prima nella British Army e successivamente nello Special Air Service, ha compiuto numerose missioni in Libano, Siria e Sudan. Ha deciso poi di ritirarsi dall'esercito e impiegare le abilità acquisite lavorando in proprio come abile autista freelance che, per il giusto prezzo, consegna ovunque qualsiasi cosa gli venga affidata, il tutto senza fare domande.
Ha la mania della precisione e della puntualità; quando è in missione indossa sempre una sorta di uniforme, che consiste in un impeccabile completo da uomo nero, una camicia bianca e una cravatta nera e indossa sempre un elegante orologio Panerai.
Durante le sue missioni Frank ha tre regole fondamentali:
1. "mai cambiare il patto"
2. "mai fare nomi"
3. "mai aprire il pacco"

Qualunque cosa accada Frank cerca sempre di seguire queste regole e si aspetta che i suoi clienti le accettino pena la rescissione del contratto. La ragione dell'importanza della prima di queste regole è chiarita da Frank, all'inizio del primo film, quando viene ingaggiato per trasportare tre rapinatori, ma ne arrivano quattro in fuga da una banca. Frank gli spiega che il contratto prevedeva tre passeggeri con uno specifico peso e che il carburante e le sospensioni dell'auto sono state regolate di conseguenza per potere raggiungere la destinazione, quindi, se vogliono che la missione si concluda positivamente, il gruppo deve eliminare il quarto passeggero.

## Film

### The Transporter
Frank Martin viene pagato per portare una grande borsa a destinazione. Con il passare del tempo, però, sospetta che dentro ci sia una persona, e infrangendo la sua regola di non aprire mai i pacchi scopre che i suoi sospetti erano reali.
Comincia così ad aiutare la ragazza cinese che era racchiusa nella borsa e ferma un traffico illegale di cinesi in territorio francese, con l'aiuto dell'ispettore di polizia Tarconi.

### Transporter: Extreme
Frank Martin cambia lavoro e diventa, per amicizia, semplice autista, scortando il figlio di un ministro che tenta di fare approvare leggi restrittive contro la droga. Il bambino viene rapito e il ministro viene contagiato da un virus letale.
Frank si metterà in opera per salvare le loro vite e fermare i trafficanti di droga responsabili del rapimento e del contagio.

### Transporter 3
Frank Martin è tornato in Francia per continuare la sua attività di consegna di merce illegale. Questa volta viene costretto da Johnson a fare una consegna, pena la morte tramite bracciale esplosivo; se si allontanasse dall'auto di trenta metri il bracciale esploderebbe.
Durante il viaggio scopre che l'oggetto del pacco è Valentina, figlia di un ministro ucraino, rapita per costringere il padre a firmare un accordo per un traffico di navi cariche di rifiuti tossici. Quando arriva a destinazione viene bloccato dagli uomini di Johnson che prendono la ragazza e tentano di ucciderlo senza successo.
Frank si mette quindi all'inseguimento della banda di criminali che ha preso in ostaggio Valentina. Alla fine sgomina la banda e libera Valentina.

### The Transporter Legacy
Frank Martin Jr. accetta di mettersi al servizio di Anna, che lo coinvolge in una pericolosa fuga dopo una turbolenta rapina. L'incarico si rivela però solo un pretesto. Anna infatti vuole in realtà l'aiuto di Frank Jr. per eliminare Yuri, boss della mafia russa e trafficante di esseri umani, che l'ha costretta a prostituirsi in tenera età. Per convincerlo Anna ha pensato bene di rapirne il padre.
Solo dopo mille peripezie Anna e Frank Jr. riusciranno a uscire indenni da questa situazione controversa fra inseguimenti e sparatorie.

## Auto utilizzate
| Film                   | Anno | Auto usate da Frank Martin           |
| ---------------------- | ---- | ------------------------------------ |
| The Transporter        | 2002 | BMW Serie 7 E38 · Mercedes-Benz W140 |
| Transporter: Extreme   | 2005 | Audi A8 · Lamborghini Murciélago     |
| Transporter 3          | 2008 | Audi A8                              |
| The Transporter Legacy | 2015 | Audi S8 4.0 V8                       |